# Simiocracia
Simiocracia: Crónica de la Gran Resaca Económica es un cómic de humor de Aleix Saló sobre la Crisis económica española de 2008-2012. 

## Trayectoria editorial
Simocracia fue publicado por Random House Mondadori en su sello "DeBolsillo" el 12 de abril de 2012, tanto en castellano como en catalán.
Al igual que con el anterior Españistán, Aleix Saló colgó en internet un cortometraje de animación para promocionarlo, realizado en esta ocasión con la empresa Estudi Quarantados.

## Argumento y estructura
Con Simocracia, Saló se aleja de la parodia con personajes arquetípicos que había puesto en práctica en Españistán para volver, en sus propias palabras:

...al estilo de mi primer libro, Fills dels 80: La generació bombolla (Hijos de los 80: la generación burbuja), donde utilizaba una voz en off que ligaba conceptos y argumentaciones con gags de personajes anónimos.

La ironía deja paso también al humor negro y la sátira descarnada.
El propio título de la obra ya carga las tintas sobre la ineptitud de los sucesivos gobiernos españoles, comparándolos con simios.